# Лекатр, Марсель
Марсель Лекатр (фр. Marcel Lequatre; род. 29 сентября 1882 года в Ивердон-Ле-Бен, Швейцария — ум. 14 ноября 1960 года в Женеве, Швейцария) — швейцарский шоссейный и трековый велогонщик, выступавший с 1902 по 1922 год. Двукратный чемпион Швейцарии на треке в гонке за лидером.

## Достижения

### Шоссе
1902
1-й Романсхорн — Женева
1904
1-й Тур дю Лак Леман
1-й Романсхорн — Женева
2-й Чемпионат Швейцарии
1906
1-й Тур дю Лак Леман
1908
1-й Романсхорн — Женева
1-й Берн — Женева
3-й Тур дю Лак Леман
6-й Милан — Сан-Ремо
1909
1-й Тур дю Лак Леман
1-й Берн — Женева
3-й Чемпионат Швейцарии
1910
1-й Берн — Женева
1917
2-й Берн — Женева
3-й Чемпионат Швейцарии
1918
1-й Берн — Женева
1919
2-й Чемпионат Швейцарии

### Трек
1906
1-й  Чемпионат Швейцарии – гонка за лидером
1907
1-й  Чемпионат Швейцарии – гонка за лидером
1922
3-й Чемпионат Швейцарии – гонка за лидером